# 柏林洪堡大學
柏林洪堡大學（德語：Humboldt-Universität zu Berlin，缩写为HU Berlin）是德國首都柏林目前四所公立大學中最古老的大學，在城中區中央，於1809年由普魯士王國文教部長威廉·馮·洪堡、哲学家費希特及神学家施萊爾馬赫创建，当时取名为柏林大学（Berliner Universitaet），并於1810年秋天開學，是第一所新制的大學，拥有十分辉煌的历史，是世界著名的頂尖學府，也是歐洲頂尖大學之一。從1809年建校，它的正式名稱為柏林大學，1828年，改名為腓特烈·威廉大學。1949年，為了擺脫王權專制名稱，並紀念学校的創始人亚历山大·冯·洪堡和威廉·冯·洪堡两兄弟，而重新命名為柏林洪堡大學。
柏林洪堡大學有九個學院，其中包括與柏林自由大學共享的醫學院。該校是世界影響巨大的“洪堡高等教育”模式的開創者，被稱為世界“現代大學之母”，對於歐洲乃至於全世界的影響都相當深遠，該校後因二戰緣故，而與柏林自由大學誕生關聯密切。柏林洪堡大学2012年6月入选为11所德国“精英大学”之一。在2019年7月揭晓的第三轮卓越计划评选中，同柏林自由大学和柏林工业大学以柏林大学联盟的名义共同提出申请，并再次获得了“精英大学”的称号。截止2021年10月，共有57位校友、教师及研究人员获得过诺贝尔奖。該校在哲學、教育、文學、藝術、法律、政治、數學、物理、化學及醫學上有眾多著名校友。

## 創校理念

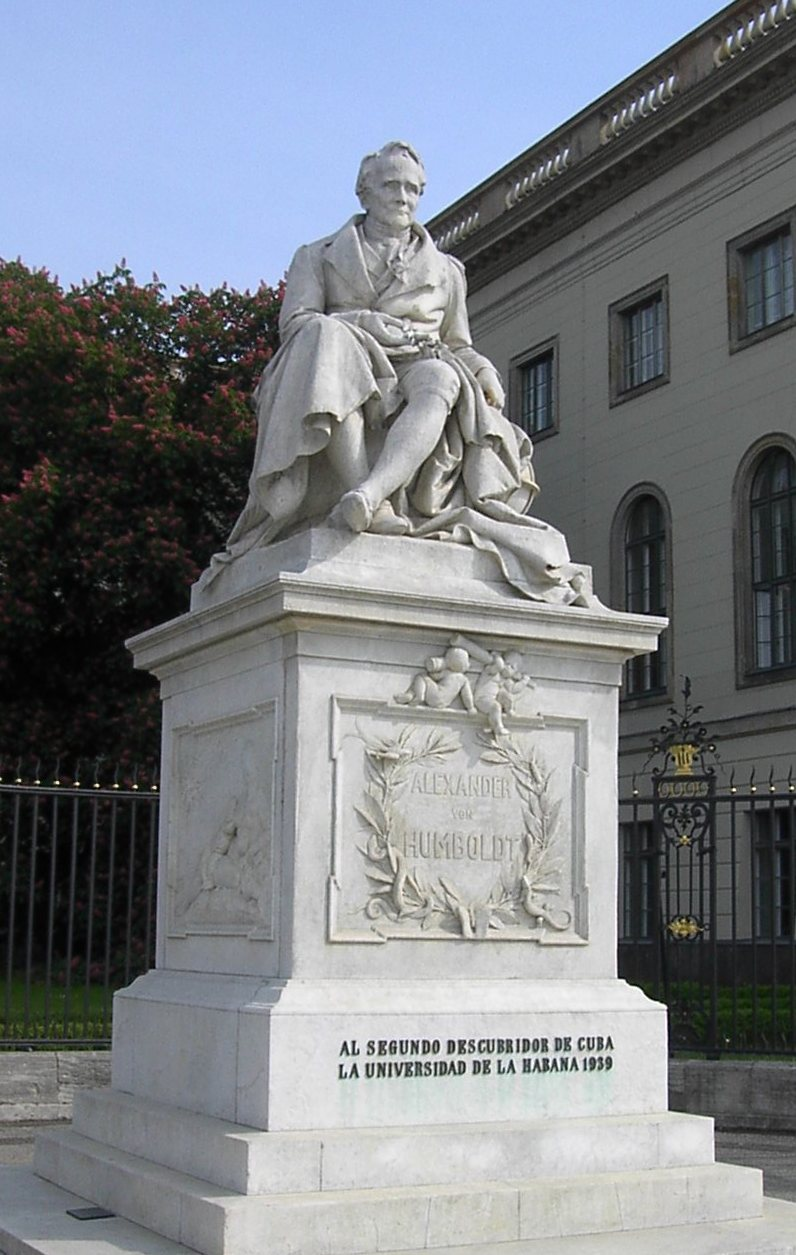
今天洪堡大学门口的亚历山大·冯·洪堡雕像

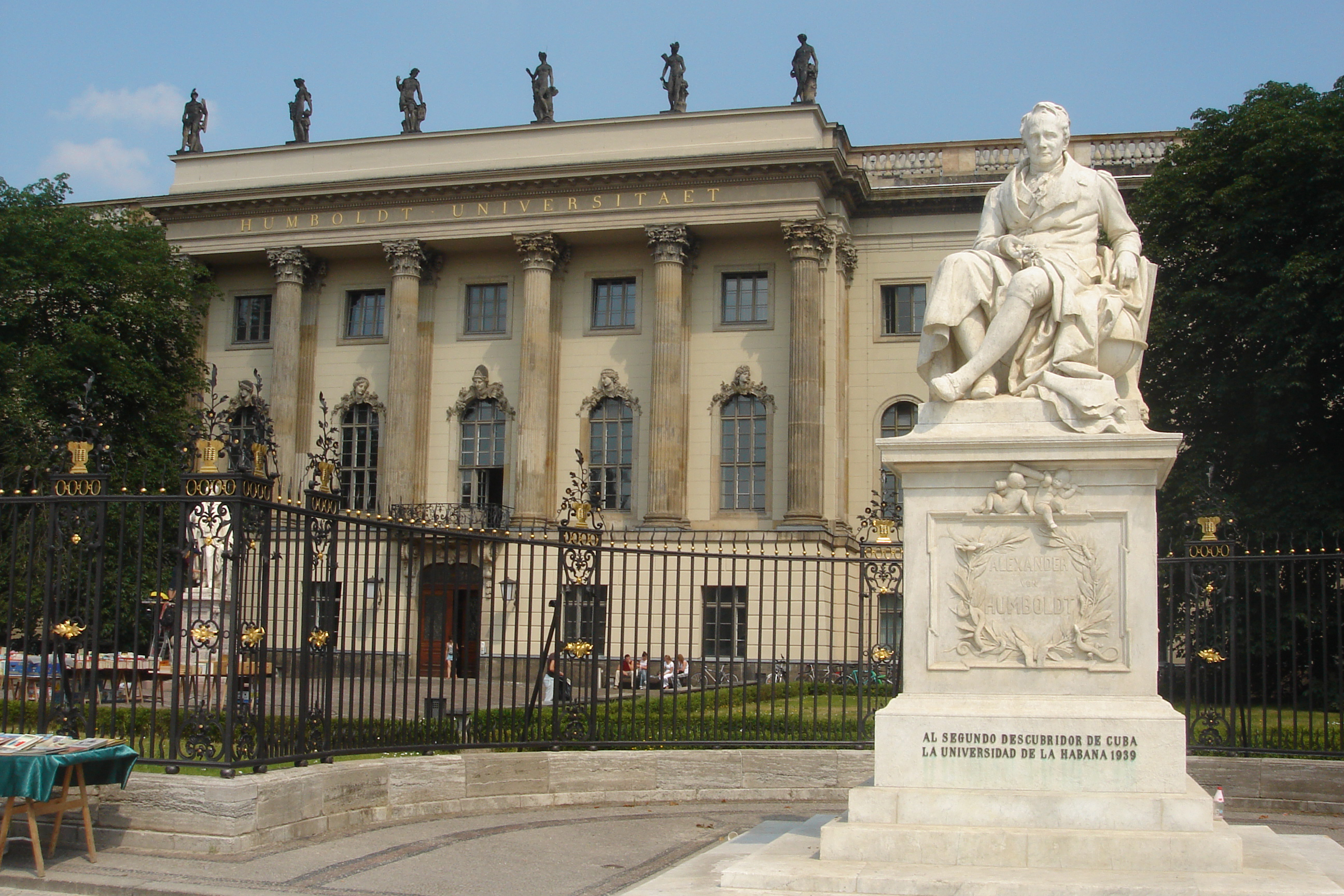
今天的洪堡大学

1809年8月16日普魯士教育改革中，國王腓特烈·威廉三世命威廉·馮·洪堡創立柏林大學（Berliner Universität），拉丁文名稱 「Alma Mater Berolinensis」。於1810年開始運作校務，1810年至1945年間，全名為腓特烈-威廉-大學（Friedrich-Wilhelms-Universität）；1949年更名為柏林洪堡大學（Humboldt-Universität zu Berlin）。
柏林洪堡大學是依據創校者洪堡「研究與教學合一」的精神所創立，於1810年所創立的新制大學，他也希望柏林洪堡大學能成為「現代大學之母」（Mutter aller modernen Universitäten）。根據洪堡的理念，現代的大學應該是「知識的總和」（Universitas litterarum），教學與研究同時在大學內進行，而且學術自由，大學完全以知識及學術為最終的目的，而非實務人才的培育。
洪堡认为大学兼有双重任务，一是对「学術」（Wissenschaft）的探求，一是个性与道德的修养。他说的学術指各種科學，而修养是人作为社会人应具有的素质，是个性全面发展的结果，它与专门的能力和技艺无关。根据各種学術的要求，大学的基本组织原则有二：寂寞和自由。寂寞意味着不为政治、经济社会利益所左右，与之保持距离，强调大学在管理和学术上的民主性。在洪堡看来，自由与寂寞是相互关联、依存的，没有寂寞（独立）就没有自由。大学全部的外在组织即以这两点为依据。在此之前，不論歐洲或美國的大學，都還是沿袭修道院教育的傳統，以培養教師、公職人員或貴族為主，較不重視研究；此後洪堡的理念傳遞至歐、美各地，也成為許多大學仿效的典範。　　

## 歷史

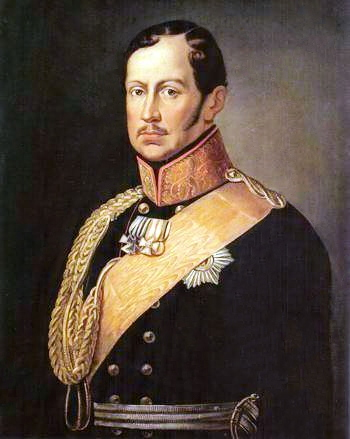
佛里德里希·威廉三世

### 初創與擴張
洪堡大學起初名腓特烈-威廉-大學（德語：Friedrich-Wilhelm-Universität，1810年），在普鲁士国王腓特烈·威廉三世的支持下设立。成立初期分別有法律、醫學、哲學與神學等4個學院，學校老師共有52名教師及256位學生，而哲學院的黑格爾、法學院的薩維尼、古典語言學家奥古斯特·柏克、醫學院的胡費蘭及農學家泰爾，則象徵了當時洪堡大學各學院的精神。在过去的两个世纪，洪堡大学是德国最著名的思想家的诞生地，其中包括唯心主义哲学家费希特；神学家施莱尔马赫；哲学家黑格尔、叔本华、谢林、文化批评家本雅明以及著名的物理学家爱因斯坦和普朗克。 马克思主义奠基人马克思和恩格斯也求学于洪堡大学。诗人海涅、德国统一首相俾斯麦、德国共产党创建人李卜克内西、欧洲议会主席舒曼都是该校毕业生。在过去的200多年中，洪堡大学诞生了57位诺贝尔奖获得者（包括任职教师、研究人员和畢業校友）。洪堡大学的办学模式为世界上的许多大学，如日本的東京大學、美国的约翰霍普金斯大学和州立大學所效仿。
1870年，时任柏林大学校长埃米尔·杜布瓦-雷蒙发表演讲，称“我们柏林大学，坐落于王宫对面，从根本上来说，是霍亨索伦王朝的精神保镖（geistige Leibregiment des Hauses Hohenzollern）”。

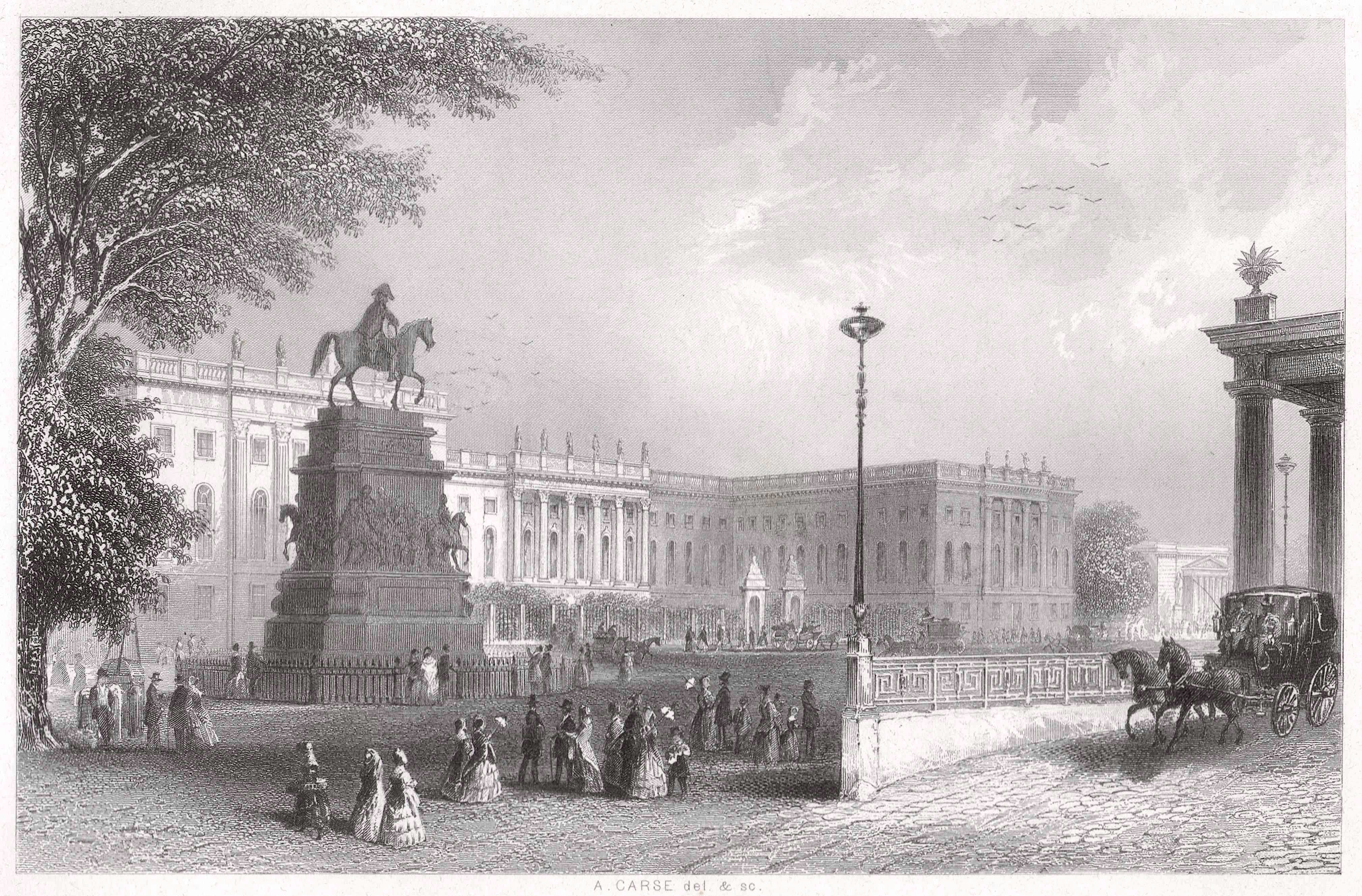
1850年的洪堡大学

除了传统的学科，如科学、法律、哲学、历史、神学和医学，洪堡大学大力发展了许多其它新兴学科。在19世纪下半叶，洪堡大学的自然学科诞生了许多伟大的学者，如化学家霍夫曼；物理学家亥姆霍兹；数学家库默尔、克罗内克、维尔斯特拉斯；内科医生缪勒、格雷夫、菲尔绍、科赫等。在这段迅速发展的时期，洪堡大学逐渐合并了柏林其它一些独立的学院，比如夏里特医学院等。在20世纪20年代，洪堡大学成为欧洲乃至世界的学术中心，这一时期也被称为「黄金柏林1920年代」。洪堡大学从建校时起就开始进行自然博物馆的建设和藏品的搜集，至今，大学博物馆尤为著名。

### 女性參與
與歐美大部分大學一樣，大學最早並沒有女性的空間，一直到1908年，洪堡大學才開始收女學生，但不久之後就開始有女的助理與兼任女教授，著名的核分裂學者邁特納就曾於1926年以特聘教授的身份任教於洪堡大學，不過大學真正頒發教授教席給女性，則是1945年之後的事情。

### 納粹德國時期
在1933年之後，像其他的德國大學一樣，柏林大學被納粹法西斯政权嚴重影響，校圖書館內20000余冊圖書因“腐化墮落”和由納粹政權反對者所著，被在3月10日被焚燒。250名教授和學校猶太裔僱員在1933年到1934年被迫害開除。大量的學位被撤銷。持有不同政見的教職工和學生被拒收、開除和勒令退學，這期間共有三分之一的學校人員被開除。

### 兩個「柏林大學」

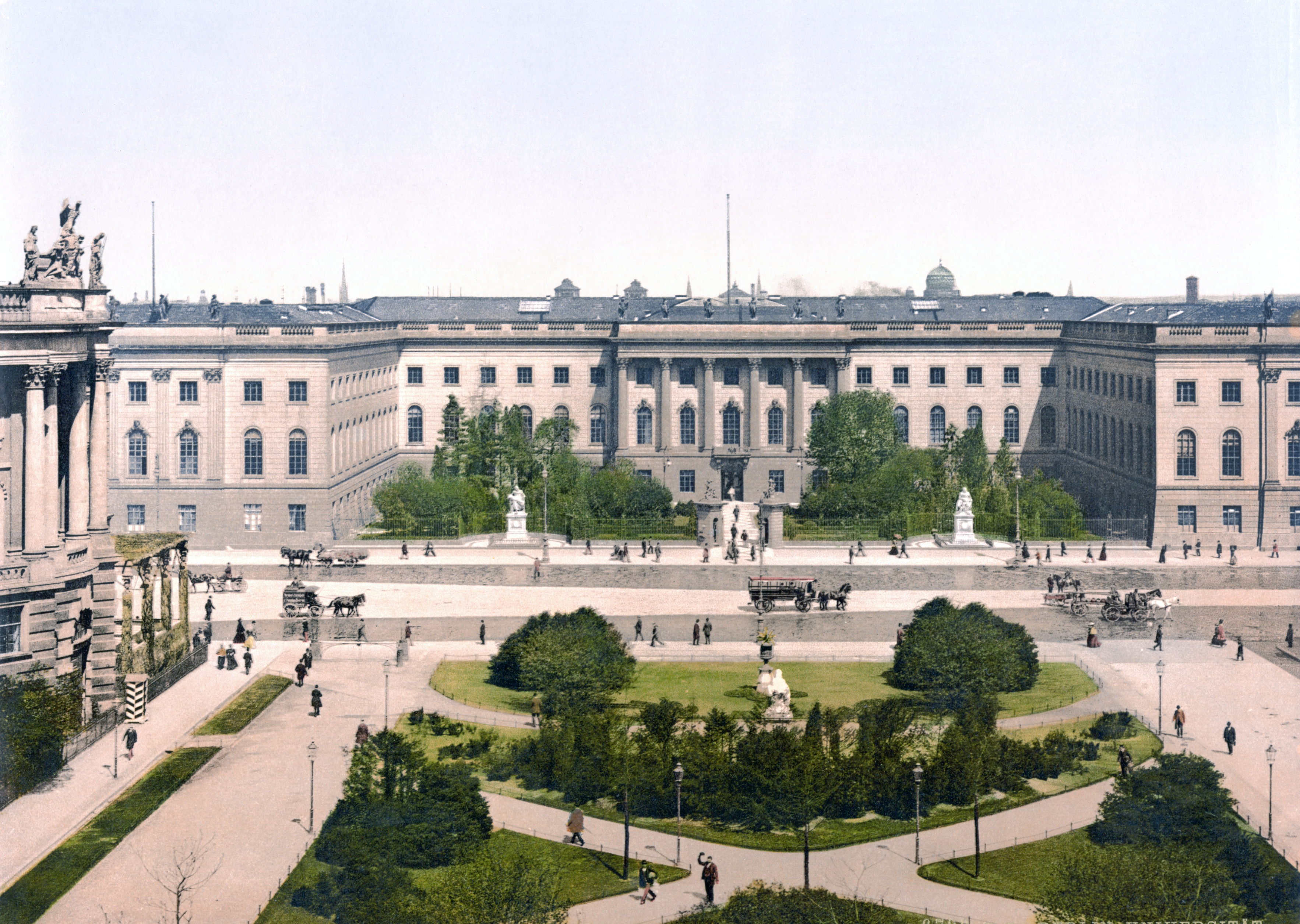
1900年的柏林大学

1810年柏林大學創校，校區原址位于菩提树下大街。到第二次世界大戰結束為止，柏林原本只有一个「柏林大學」，而大學師生也很驕傲地以拉丁文校名「柏林大學」（Alma mater berolinensis）自稱。冷戰期間，柏林大學被劃入東柏林境內，部分師生從原校出走，並在美英等西方陣營的支持下，1948年於西柏林成立了「自由的柏林大學」（即今柏林自由大學），成为西德學術重鎮。「真理、公平、自由」（Veritas - Iustitia - Libertas. Wahrheit - Gerechtigkeit - Freiheit）是柏林自由大學建校以來的校訓。柏林大學分裂之後，位於東柏林的原址校區則於1949年改名為現今的柏林洪堡大學，以紀念大學創辦人、德國著名教育改革家威廉·馮·洪堡兄弟。
1990年兩德統一後，德國政府對洪堡大學進行了激進的改造。主導洪堡大學重組的是一個以來自前西德的教授為主的委員會。人文科學與社科類專業的調整幅度尤其大，幾乎到了完全重組的程度。大部分前東德時期的教職員工都被解聘，一些年紀較大的教師則獲准提前退休。之後，校方重新招聘了新的教職員工——大部分來自前西德——來填補這些空缺。另外，人事制度方面也進行了很大調整。東德體制下，助理教授等初中級教師的合同大都是長期的。洪堡大學完成改革後，仿照西德的大學體制，大部分初中級教師的合同都是短期合同。到1998年，兩德統一前在東德體制下的洪堡大學任教的中層教師中只有大約10%還依然在改革後的洪堡大學任教。儘管如此，洪堡大學東德時代與東歐多所大學建立的學術交流依然得到維持。
在华文世界中，「柏林大学」一詞在1948年之前专指今天的柏林洪堡大学（例如小说围城中所称的柏林大学）。冷戰結束前，「柏林大学」則普遍又指的是柏林自由大学。这两所「柏林大学」如今是各自独立的大学，但由於政府預算吃緊，兩所「柏林大學」逐漸開始在較多領域合作、合併。例如兩校的醫學院就於2003年合併成柏林大學夏里特醫學院（Charité - Universitätsmedizin Berlin）。

## 院系设置
柏林洪堡大學位於柏林市中心菩提树下大街，所在地为原先的海因里希王子宮（Palais des Prinzen Heinrich），是普鲁士国王腓特烈二世为其弟弟亨利亲王修建的宫殿。两德统一后，洪堡大学在柏林市东南部的科技园区兴建了新校区，并在1998年以后将该校的自然科学系陆续迁往本区。

目前共有9個學院、11个交叉研究中心、18个研究生院、2百多個專業或科系，學生3万多人。

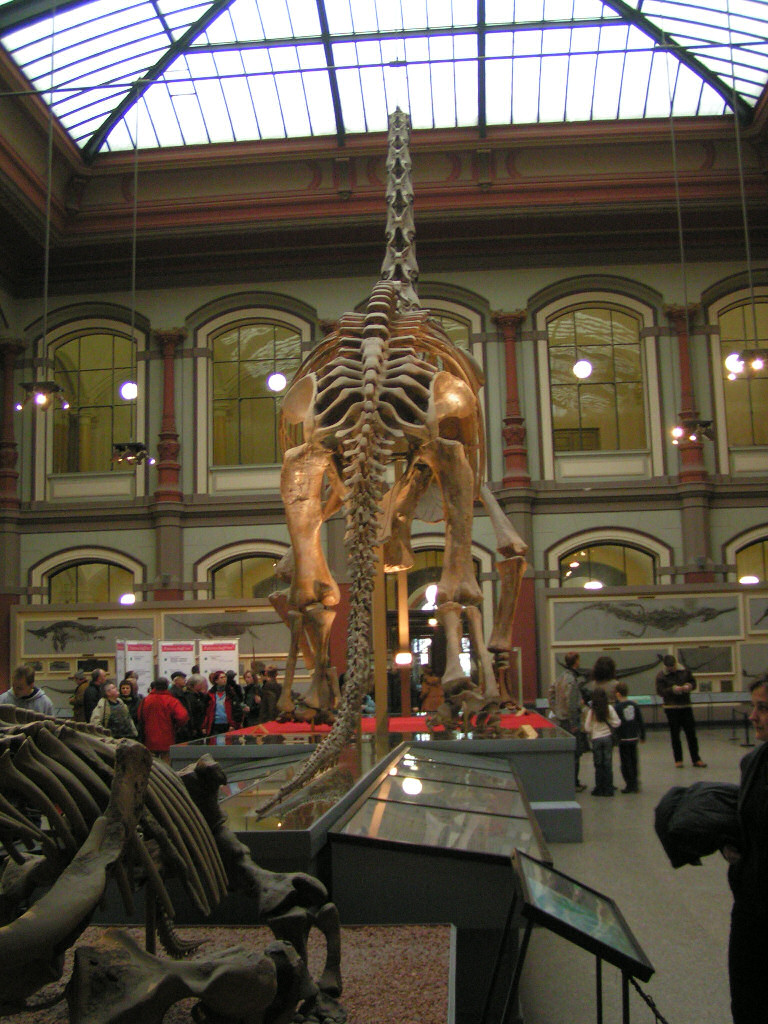
洪堡大学自然博物馆

### 二级学院
- 法律科學学院
- 生命科学学院（生物，农学与园艺）
- 数学与自然科学学院（地理，数学，计算机，心理，化学，物理）
- 夏里特医学院：与柏林自由大学合办。
- 哲学學院（哲学，历史，欧洲民族学，图书馆学和信息学）
- 语言与文学科學學院（文学，语言学，斯堪地那維亞研究，拉丁语文学，英语和美语研究，斯拉夫语，古典文献学）
- 文化、社會与教育科学學院（社会学，文化/艺术科学，亚洲/非洲研究，考古学，性别研究、運動科學，教育科學等）
- 神学學院
- 经济科學学院[9]

### 研究所
- 英国研究中心（德語：Grossbritanien Zentrum）
- 自然博物馆

### 联合研究中心
- 跨文化教育与交流研究中心（与华东师范大学合作建立，是洪堡大学与其他国外高校第一次共同合作成立的研究中心。）[10]

### 新制學位
洪堡大學從2000年開始，为了配合旨在衔接欧洲诸国高等教育的“博洛尼亚進程”（Bologna Agenda)，開始設立擁有學士學位及碩士學位的英美制的學系，例如統計學學士、統計學碩士、跨大西洋區域研究碩士、高分子碩士等科系。

## 著名校友
柏林洪堡大學在二次世界大戰之前，可以說是世界學術的中心。許多知名學者、政治家都在這邊留下了他們的身影，柏林洪堡大學也產生過57位諾貝爾獎得主，成就驚人。

### 教師
柏林洪堡大學的教師陣容十分强大，包括物理學家愛因斯坦、普朗克、亥姆霍兹、薛定谔、赫兹、韦恩等，生物化学之父费歇尔，20世纪最伟大的数学家之一诺伊曼，化学家拜耳，哲學家費希特、謝林、黑格爾、叔本華、地理学家李希霍芬、李特尔，神學家施莱尔马赫、法學家薩維尼、李斯特、历史学家兰克都曾在此任教。

### 校友

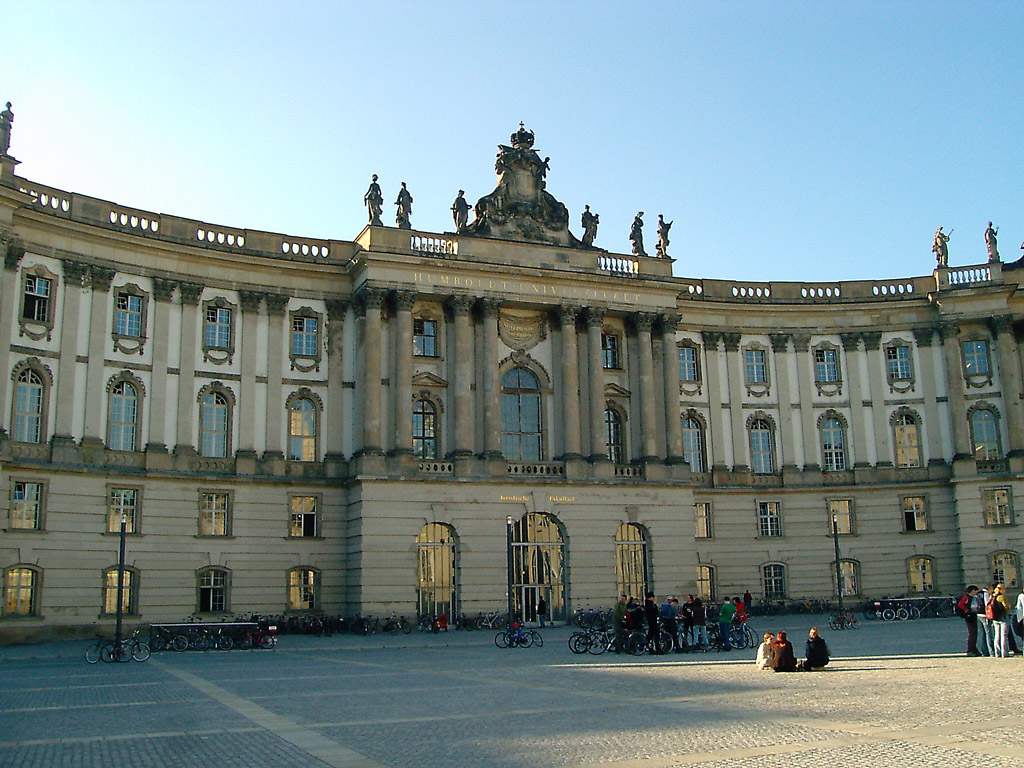
柏林洪堡大学法律科學学院

共產黨理論的創始者马克思、恩格斯都曾就讀過柏林洪堡大学，其他曾在此就讀的還包括歐洲議會主席舒曼、哲學家費爾巴哈、著名詩人海涅、鐵血宰相俾斯麥、火箭专家馮·布朗及作家圖霍爾斯基等。
柏林大學也吸引了不少中國在國民政府時期的留學生，中央大學老校長羅家倫、美學家宗白華、書畫家溥心畬、哲學家陳康、教育學家田培林、王文俊、吳兆棠、物理學家王淦昌、氣象學家呂炯、地球物理學家趙九章、獸醫學家盛彤笙、歷史學家陳寅恪、傅斯年、韓儒林以及周恩来、馬君武、顧孟餘、朱家驊、谷正綱、關吉玉、章伯鈞、張君勱、俞大維和包尔汉等人曾在此就讀。
德國統一之後，臺灣留學柏林洪堡大學的校友也不少，比較知名的有國立中興大學的梁福鎮、國立中央大學的孫雲平、國立臺灣師範大學的劉滄龍、李立鈞、國立暨南國際大學的張源泉、國立臺灣大學的蔡振家、白庭安、國立政治大學的金郁夫、國立清華大學的高辰、謝昕庭、國立臺東大學的吳慶堂、國立高雄大學的賴志強、林品旭、葉子溶、杜俊毅、國立高雄科技大學的李念、李林坡、國立中山大學的楊尚儒、中原大學的楊健寧、臺灣神學院的曾宗盛、輔仁大學的張省卿、東吳大學的胡博硯、樹德科技大學的簡上淇、義守大學的張澔、 中國醫藥大學的楊晶安等人，而且目前還有許多學生在柏林洪堡大學求學中。

### 诺贝尔奖得主及知名人士

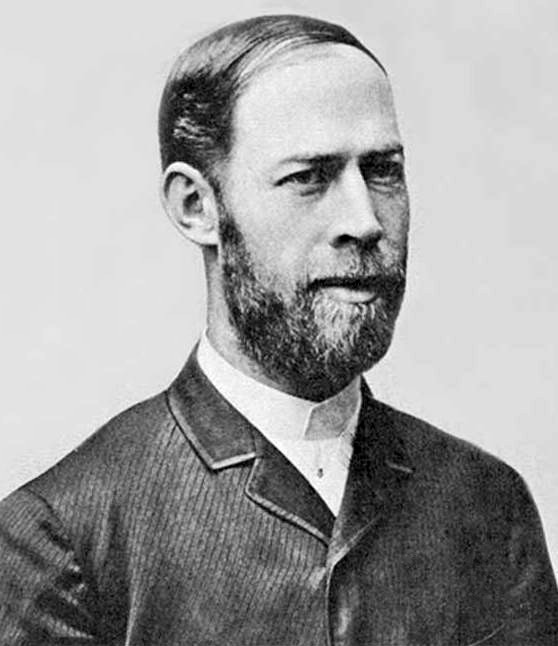
赫兹

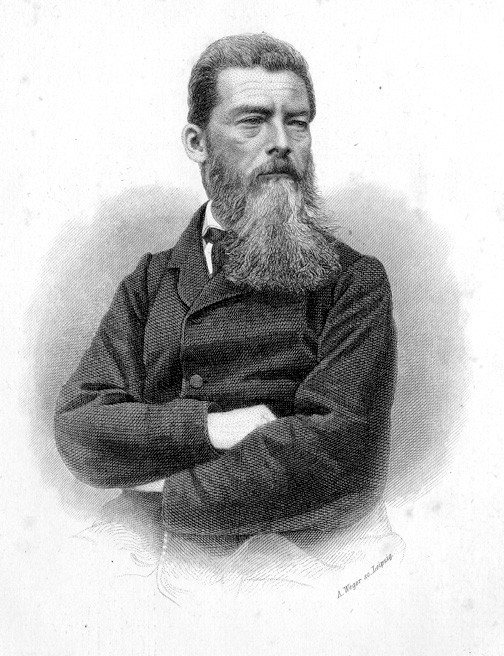
费尔巴哈

- 米歇尔·巴切莱特（1951- ），儿科及流行病学家，智利总统
- 阿兹米·比沙拉（1956- ），政治家
- 尤雷克·贝克尔（英语：Jurek Becker）（1937-1997），作家
- 奥托·冯·俾斯麦（1815-1898），首任德国总理
- 迪特里希·潘霍华（1906-1945），神学家
- 马克斯·玻恩（1882-1970），物理学家，1954诺贝尔奖得主
- 迈克尔·布尔达（英语：Michael C. Burda），宏观经济学家
- 恩斯特·卡西尔（1874-1945），哲学家
- 阿德尔贝特·冯·沙米索（1781-1838），自然科学家及作家
- 威廉·狄尔泰（1833-1911），哲学家
- 杜波依斯（1868-1963），美国非裔活动家
- 保罗·埃尔利希（1854-1915），物理学家，1908年诺贝尔医学奖得主
- 阿尔伯特·爱因斯坦（1879-1955），物理学家，1921年诺贝尔物理奖得主
- 弗里德里希·恩格斯（1820-1895），记者和哲学家
- 路德维希·安德列斯·费尔巴哈（1804-1872），哲学家
- 费希特（1762-1814），哲学家
- 赫尔曼·埃米尔·费歇尔（1852-1919），现代生物化学创始人，1902年诺贝尔化学奖得主
- 沃纳·福斯曼（1904-1979），内科医生，1956年诺贝尔医学奖得主
- 詹姆斯·弗兰克（1882-1964），物理学家，1925年诺贝尔奖得主
- 恩斯特·格爾克（英语：Ernst Gehrcke）（1878-1960），实验物理学家
- 雅各布·格林（1785-1863），语言学家和文学评论家
- 威廉·格林（1786-1859），语言学家和文学评论家
- 弗里茨·哈伯（1868-1934），化学家，1918年诺贝尔化学奖得主
- 奥托·哈恩（1879-1968），化学家，1944年诺贝尔化学奖得主
- 威廉·雷金纳德·哈勒代（英语：William Reginald Halliday）（1886-1966），伦敦大学国王学院校长（1928-1952）
- 格奥尔格·威廉·弗里德里希·黑格尔（1770-1831），哲学家
- 海因里希·海涅（1797-1856），作家和诗人
- 维尔纳·海森堡（1901-1976），物理学家，1932年诺贝尔奖得主
- 赫尔曼·冯·亥姆霍兹（1821-1894），医生和物理学家
- 古斯塔夫·赫兹（1887-1975），物理学家，1925年诺贝尔物理学奖得主
- 海因里希·赫兹（1857-1894），物理学家
- 亚伯拉罕·约书亚·赫謝爾（英语：Abraham Joshua Heschel）（1907-1972）哲学家和神学家
- 雅各布斯·亨里克斯·范托夫（1852-1911），化学家，1901年诺贝尔化学奖得主
- 马克斯·胡贝尔（1874-1960），国际律师和外交家
- 克里斯托弗·威廉·胡佛蘭（英语：Christoph Wilhelm Hufeland）（1762-1836），微生物学创始人
- 威廉·馮·洪堡（1767-1835），政治家、语言学家和大学创始人
- 亚历山大·冯·洪堡（1769-1859），地理学家
- 羅伯·柯霍（1843-1910），内科医生，1905年诺贝尔医学奖得主
- 阿尔布雷希特·科塞尔（1853-1927），内科医生，1910年诺贝尔医学奖得主
- 阿诺德·冯·拉紹爾（英语：Arnold von Lasaulx）（1839-1886），矿物学家
- 马克斯·冯·劳厄（1879-1960），物理学家，1914年诺贝尔物理奖得主
- 華西里·列昂惕夫（1905-1999），经济学家，1973年诺贝尔经济学奖得主
- 费迪南·冯·李希霍芬（1833-1905），地理学家
- 卡尔·李卜克内西（1871-1919），社会主义政治家和革命家
- 赫伯特·马尔库塞（1898-1979），哲学家
- 卡尔·马克思（1818-1883），哲学家、社会学家
- 恩斯特·麦尔（1904-2005），生物学家
- 莉泽·迈特纳（1878-1968），物理学家，1966年费米奖得主
- 费利克斯·门德尔松·巴托尔迪（1809-1847），作曲家
- 特奥多尔·蒙森（1817-1903），历史学家，1902年诺贝尔文学奖得主
- 马克斯·普朗克（1858-1947），物理学家，1918年诺贝尔物理学奖得主
- 利奥波德·冯·兰克（1795-1886），历史学家
- 罗伯特·雷马克（1815-1865），细胞生物学家
- 李特尔（1779-1859），地理学家
- 弗里德里希·谢林（1775-1854），哲学家
- 弗里德里希·施莱尔马赫（1768-1834），哲学家
- 本哈德·施林克（1944- ），作家，朗读者作者
- 梅纳赫姆·门德尔·什内尔松（1902-1994），哲学家和神学家
- 亚瑟·叔本华（1788-1860），哲学家
- 埃尔温·薛定谔（1887-1961），物理学家，1933年诺贝尔物理学奖得主
- 格奧爾格·齊美爾（1858-1918），哲学家、社会学家
- 约瑟夫·梭羅麥契克（英语：Joseph B. Soloveitchik）（1903-1993），哲学家和神学家
- 维尔纳·桑巴特（1863-1941），哲学家、社会学家和经济学家
- 汉斯·斯佩曼（1869-1941），生物学家，1935年诺贝尔生物学奖
- 麥克斯·施蒂納（1806-1856），哲学家
- 库尔特·图霍夫斯基（1890-1935），作家和记者
- 鲁道夫·菲尔绍（1821-1902），医生和政治学家
- 阿尔弗雷德·魏格纳（1880–1930），地质学家和气象学家，发现大陆漂移
- 卡尔·魏尔斯特拉斯（1815-1897），数学家
- 威廉·海因里希·威斯特法爾（英语：Wilhelm Heinrich Westphal）（1882-1978），物理学家
- 威廉·维恩（1864-1928），物理学家，1911年物理学奖得主
- 乌尔里希·冯·维拉莫维茨-默伦多夫（1848-1931），语言学家
- 里夏德·维尔施泰特（1872-1942），化学家，1915年诺贝尔奖得主
- 马克斯·韦伯 (1864-1920), 社会学家、哲学家、政治经济学家

## 外部連結
- 柏林洪堡大學官方网站 （页面存档备份，存于）